# 紹約河

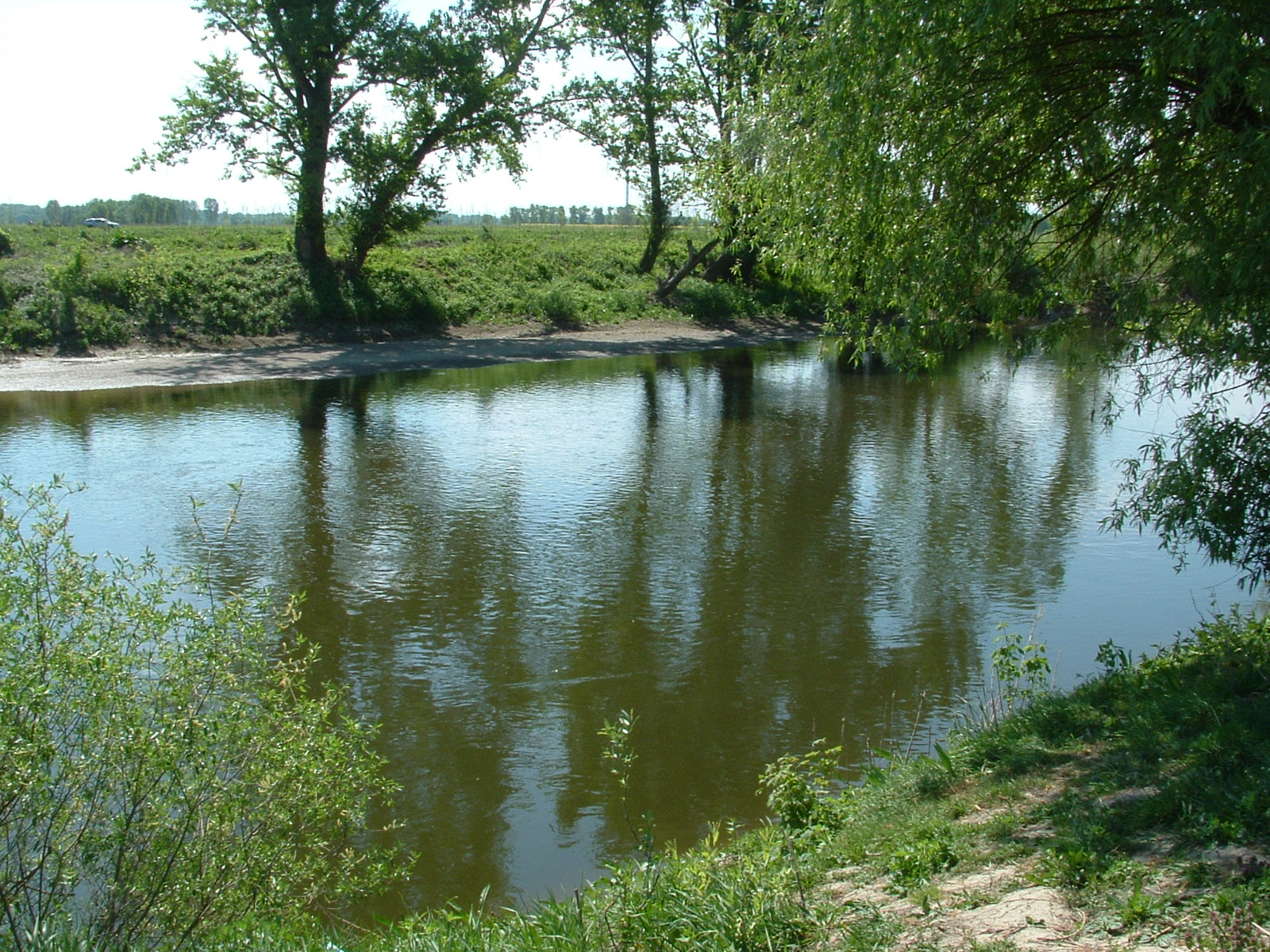

紹約河是中歐的河流，流經斯洛伐克和匈牙利，屬於蒂薩河的右支流，河道全長229公里，流域面積3,191平方公里，河畔城鎮有羅日尼亞瓦。
47°56′N 21°07′E / 47.933°N 21.117°E